# Magnus Dyk
Magnus Dyk, död 1625 i Herrestads församling, Östergötland, var en svensk präst.

## Biografi
Magnus Dyk var son till Anders Notkong i Asks socken. Han blev adjunkt i Västra Tollstads församling, Västra Tollstads pastorat. Dyk blev 1598 kyrkoherde i Herrestads församling, Herrestads pastorat. Han avled 1625 i Herrestads socken och begravdes i Herrestads kyrkas kor.

### Familj
Dyk gifte sig första gången med en kvinna. De fick tillsammans sonen Magnus (död 1640). I testamente efter henne gavs en kalk till Herrestads kyrka.
Dyk gifte sig andra gången med Brit J. D. (död 1634). Hon hade tidigare varit gift med kyrkoherden Joannes Laurentii i Herrestads socken.